# کله‌ضرب
کله‌ضرب، روستایی از توابع بخش مرکزی شهرستان ایذه در استان خوزستان ایران است. این روستا که پیشینه تاریخی بسیار کهنی دارد متعلق به طایفه سرغولی می باشد (البته در این خصوص می بایست تحقیق بیشتری گردد) که این طایفه دارای شش تیره ی زیلابی،مهری،غریبی،طهماسبی،قاسمی و گدایی میباشد.

## جمعیت
این روستا در دهستان حومه‌غربی قرار دارد و براساس سرشماری مرکز آمار ایران در سال ۱۳۸۵، جمعیت آن ۴۰۳ نفر (۶۷خانوار) بوده‌است.